# Wow! (Film)
Wow! (Originaltitel: Wahou!) ist ein französischer Film aus dem Jahre 2023. Regie führte Denis Podalydès.

## Handlung
Es wird der Alltag dreier Pariser Makler gezeigt, die in der Immobilienagentur Wow! arbeiten. Ihr Berufsleben gestaltet sich frustrierend, da sie mit den oft schrulligen Wünschen der Käufer überfordert sind und es ihnen nicht gelingt, die Wohnungen zu verkaufen.
Am Ende des Films fragt der Praktikant Jim Catherine und Oracio, ob es stimme, dass alle Makler in ihrer Kindheit die Erfahrung des Verlassenseins gemacht hätten. Catherine und Oracio überlegen für eine Weile, bevor sie auf die Frage antworten, danach zoomt die Kamera auf die Anzeigen der im Film gezeigten Immobilien und deren Text wird aus dem Off vorgelesen. Im Abspann erfährt der Zuschauer das weitere Schicksal der Protagonisten und der Immobilien.

## Kritik
„Episodenhafte Komödie mit vielen Gastauftritten, die mit originellen Details amüsante Unterhaltung bietet, ohne allzu sehr in die Tiefe zu gehen. Dankbare satirische Anknüpfungspunkte liefern vor allem die eigenwilligen Klienten und die Werbestrategien der Immobilienbranche.“